# Чикагская водонапорная башня
Чикагская водонапорная башня — башня в районе Нир-Норт-Сайд города Чикаго, штат Иллинойс, построенная в 1869 году. Включена в Национальный реестр исторических мест США. Одно из немногих зданий, уцелевших после Великого чикагского пожара 1871 года.

## Описание
Башня расположена по адресу: 806 Норт-Мичиган Авеню в районе Нир-Норт-Сайд на плазе имени Джейна Бирна. Она возводилась для размещения внутри неё мощного насоса, качавшего воду из озера Мичиган. Является второй самой старой водонапорной башней в США, уступая лишь башне из Луисвилла, построенной в 1819—1822 годах.
В настоящее время в здании располагается арт-галерея, где представлены работы местных фотографов, художников и режиссёров.

## История

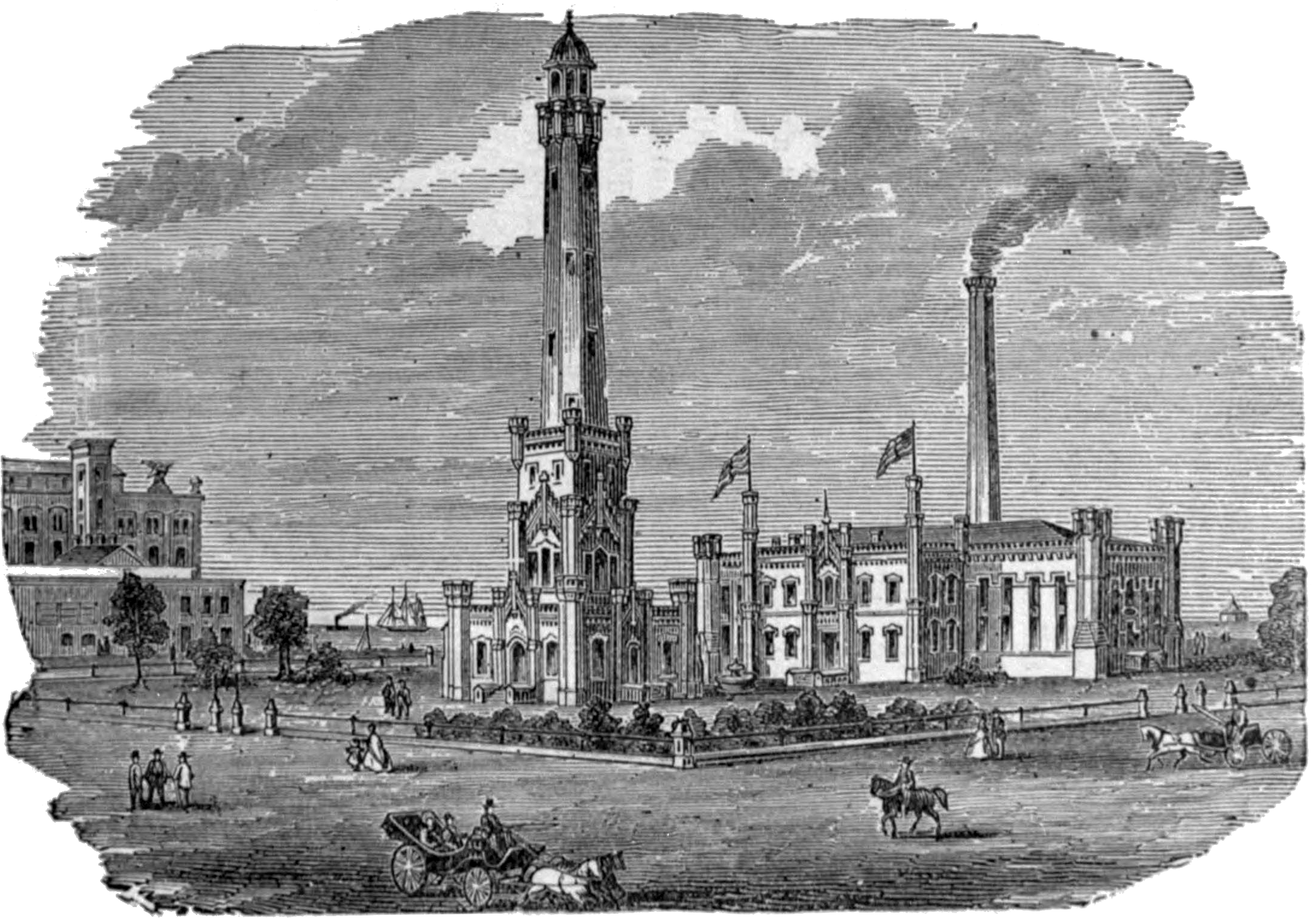
Водонапорная башня и насосная станция в 1880-х годах

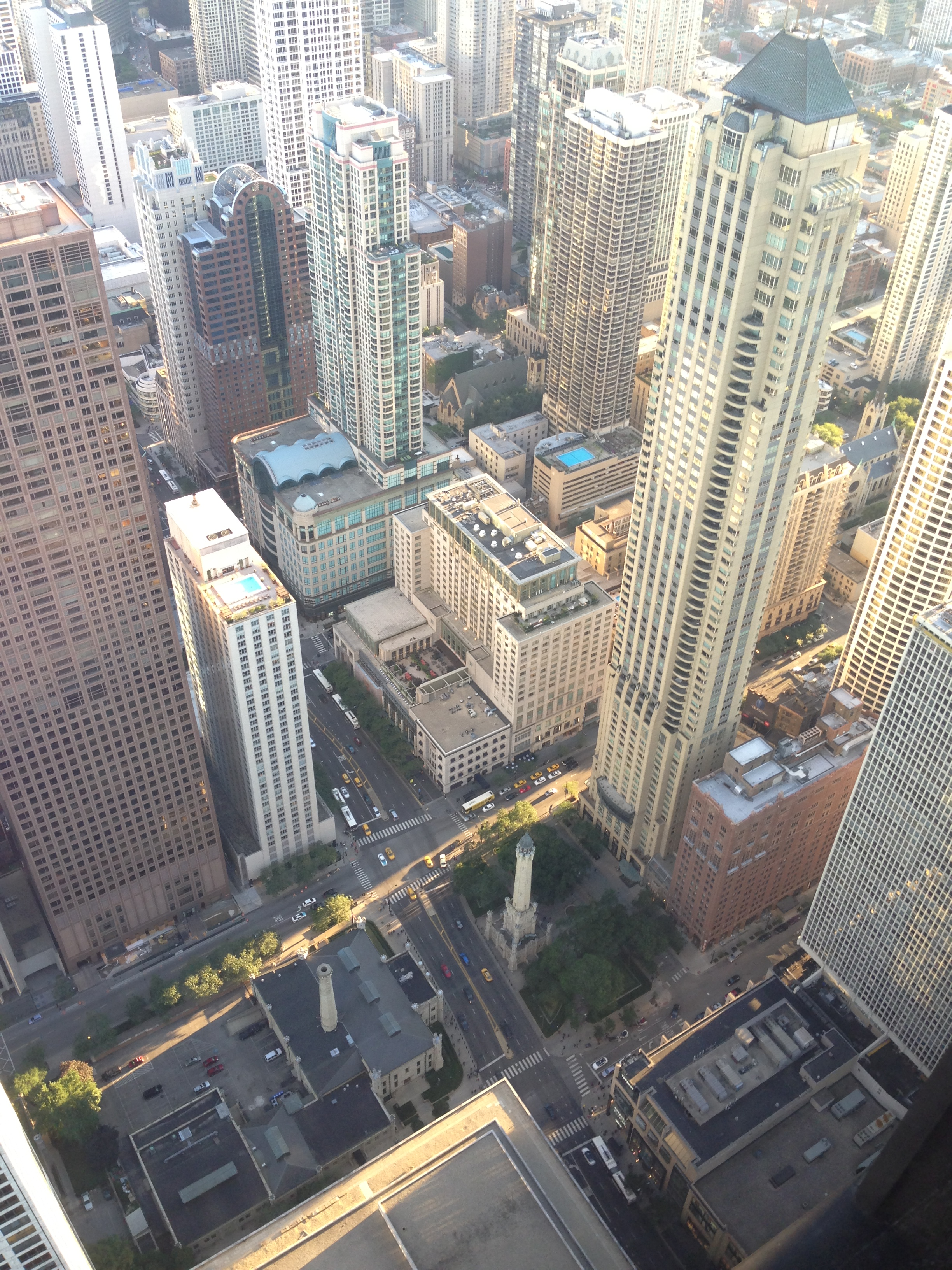
Вид сверху. Сентябрь 2013

Башня была построена по проекту архитектора Уильяма Бойингтона из жёлтого известняка. Её высота составляет 55 метров. Ранее внутри располагалась 42-метровая напорная труба. Башня использовалась не только для водоснабжения, но и в целях противопожарной обороны, для чего внутри неё был размещён специальный механизм. Рядом с ней располагалась насосная станция.
Башня приобрела известность после Великого чикагского пожара 1871 года, так как осталась единственным уцелевшим зданием в районе. Она является одним из немногих строений, сохранившихся в городе с тех времён.
Во время пожара насос в башне прекратил работу из-за возгорания на крыше, и в результате этого службы спасения не смогли получить воду, чтобы остановить распространение огня.
Уцелевшая водонапорная башня стала одним из символов старого Чикаго.
Башня дважды реконструировалась. В 1913—1916 годах производилась замена большинства известняковых блоков, а в 1978 году работы шли в основном внутри здания. В 2014 году небольшой парк рядом с башней был назван в честь бывшего мэра Чикаго Джейн Бирн.
Внешний вид башни подвергался критике. Оскар Уайльд, например, говорил, что снаружи она выглядит как «зубчатое чудовище, утыканное коробками из-под перца». Похожая на крепость башня стала прототипом для постройки нескольких зданий, в которых расположены рестораны сети White Castle. В 1969 году башня была включена в список водных достопримечательностей Америки. 
В 2004 и 2017 годах здесь проходили состязания в рамках телешоу The Amazing Race 6 and The Amazing Race 29 соответственно.

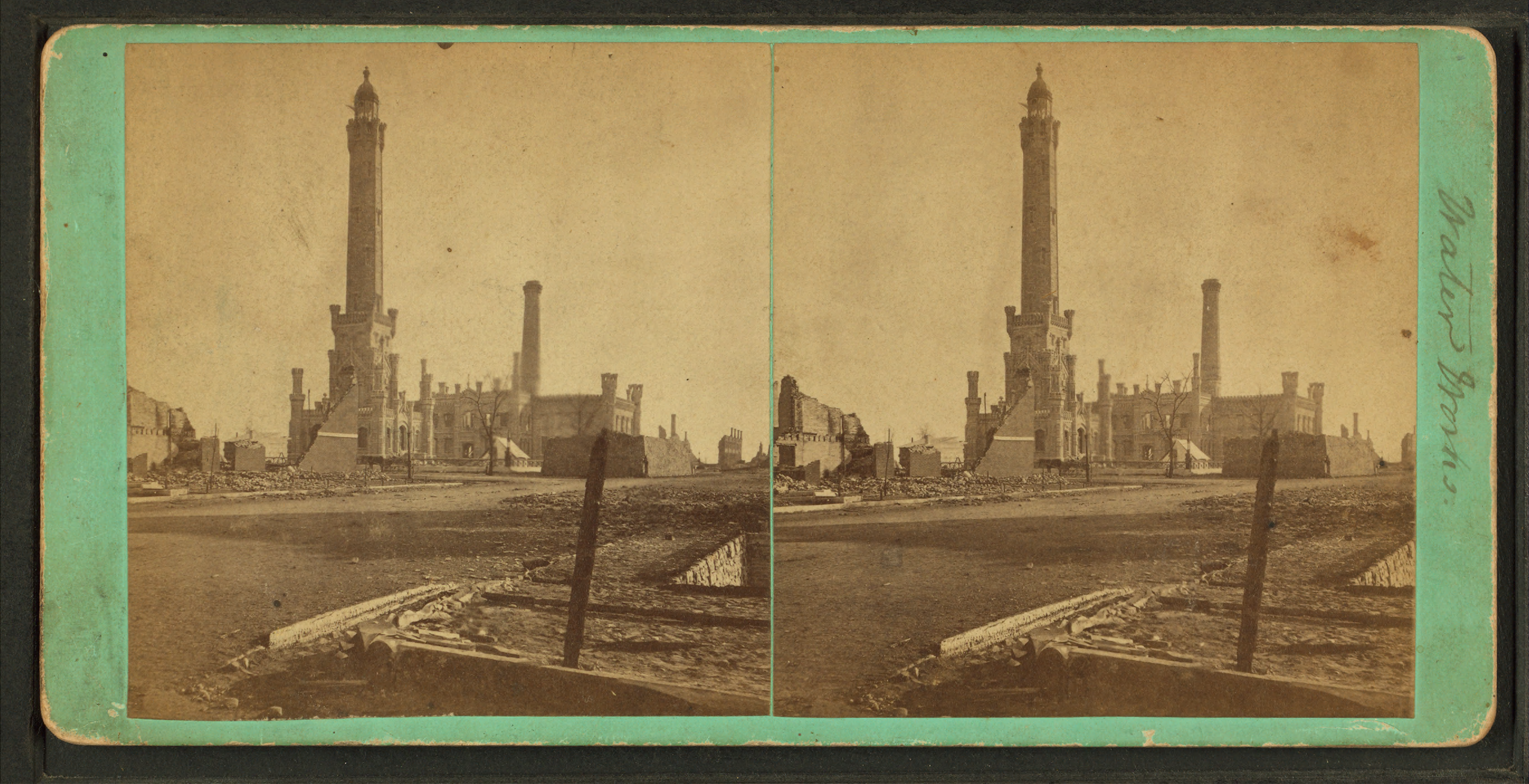
Водонапорная башня после Великого чикагского пожара